# مركز الإصلاح والتأهيل بالعاشر من رمضان
مركز الإصلاح والتأهيل بالعاشر من رمضان هو مجمع سجون يقع في العاشر من رمضان، الشرقية، مصر.